# Fernando Morán López
Fernando Morán López   (Avilés, 25 de març de 1926 - Madrid, 19 de febrer de 2020) fou un diplomàtic, escriptor i polític espanyol militant del Partit Socialista Obrer Espanyol. Va ser Ministre d'Afers Exteriors entre 1982 i 1985, durant el primer govern de Felipe González.

## Biografia
Va néixer el 25 de març de 1926 a la ciutat d'Avilés. Va estudiar dret i ciències econòmiques a la Universitat de Madrid, ampliant posteriorment aquest estudis a França i el Regne Unit i ingressant a l'Escola Diplomàtica el 1952.
Era oncle de la política Mercedes Cabrera Calvo-Sotelo. Altres institucions a les quals pertanyia foren el Club de Roma i l'Ateneo de Madrid.

## Carrera diplomàtica
Com a diplomàtic va estar destinat a les ciutats de Buenos Aires, Lisboa i Londres. Va ocupar a partir de 1968 diversos càrrecs al Ministeri d'Afers Exteriors i en quatre ocasions va ser membre de la Delegació espanyola a l'ONU fins que l'any 1973 va ser nomenat, amb Manuel Fraga Iribarne d'ambaixador a Londres, cònsol General en aquesta ciutat britànica.

## Activitat política
El 1954 es va unir de la mà d'Enrique Tierno Galván al Partido Socialista Popular, participant activament en les negociacions per a unir aquest partit al Partit Socialista Obrer Espanyol (PSOE).
En les eleccions generals de 1977 va ser escollit senador, i formà part de la cambra alta espanyola durant la Legislatura Constituent i la I Legislatura. Posteriorment, en les eleccions de 1979 fou escollit diputat al Congrés per la província de Jaén. Amb anterioritat havia ocupat el càrrec de Conseller de l'ens preautonòmic del Principat d'Astúries.
Amb la victòria socialista a les eleccions generals espanyoles de 1982 el nou president Felipe González el nomenà Ministre d'Afers Exteriors, càrrec des del qual va finalitzar les negociacions amb la Comunitat Econòmica Europea (CEE) que van permetre l'ingrés d'Espanya en aquest organisme internacional. El 5 de febrer de 1985 va obrir la reixa que impedia l'accés des d'Espanya a Gibraltar i va iniciar les converses amb els Estats Units d'Amèrica per tal disminuir la presència militar d'aquest país en les bases militar nord-americanes. Els seus dubtes, però, respecte a la política oficial sobre l'abast de la participació d'Espanya en el si de l'OTAN van motivar el relleu en el Ministeri.
El 6 de novembre de 1985 va ser nomenat ambaixador d'Espanya a les Nacions Unides. En les primeres eleccions al Parlament Europeu celebrades a Espanya el 10 de juny de 1987 va encapçalar la candidatura del PSOE, per la qual cosa fou escollit eurodiputat, repetint en la segona convocatòria el 1989 i en la tercera el 1994.
L'any 1999 es va presentar a l'alcadia de Madrid pel PSOE, aconseguint 20 regidors però sent derrotat pel candidat del Partit Popular José María Álvarez del Manzano.

## Obra literària
Al llarg de la seva vida va escriure tot un seguit de llibres:
- 1958: También se muere en el mar
- 1961: El profeta
- 1961: Nación y alineación en la literatura negro-africana
- 1963: José Giménez, promotor de ideas
- 1967: El nuevo Reino
- 1971: Revolución y tradición en África negra
- 1971: Novela y semidesarrollo
- 1971: Explicación d'una limitación
- 1982: La destrucción del lenguaje y otros ensayos
- 1982: Una política exterior para España
- 1990: España en su sitio